# 平鎮駅
平鎮駅（へいちんえき）は、台湾桃園市平鎮区新富里に建設中の、台湾鉄路管理局縦貫線の駅。高架化事業が変更され、2026年の地下線開通とともに開業予定だったが、行政院の会議に出席した桃園市長の鄭文燦の提案により、新富一街と新富三街の交差点付近に地下化工事に先行して地上臨時駅を設置する方針が打ち出された。この場合は工期5年程度となる。区間車が停車する予定。

## 歴史
- 2021年11月15日 - 地上臨時駅着工[3]。
- 2022年11月9日 - 本駅地下駅および地下化事業区間3.74km着工[4]。

### 将来
- 2026年5月 - 地上駅完工予定[3]。
- 2030年 - 地下駅として正式開業予定[4]。

## 駅構造
- 地下2階に島式ホーム2面2線を配する地下駅を予定しているが[4]、先行して地下化前に地上に相対式ホーム2面2線が設置される[3]。

### 駅出口
- 臨時駅：東側の新富一街に駅舎と改札口が設置されるため、上り線（基隆方面）は跨線橋での往来となる[3]。
- 地下駅：2ヶ所[4]

## 駅周辺
- 特力屋（中国語版）平鎮店
- 桃園市立平鎮高級中学（中国語版）
- 桃園市立平鎮国民中学

## 隣の駅
台湾鉄路管理局
縦貫線
中壢駅 - 平鎮駅 - 埔心駅